# K-154 Tigr
K-154 Tigr je podmornica razreda Ščuka-B Ruske vojne mornarice. Njen gredelj je bil položen 10. septembra 1989, splavljena je bila 26. junija 1993, v uporabo pa je bila predana 29. decembra 1993 in postala je del 24. divizije podmornic Severne flote v Gadžijevem. 27. julija 1991 je bila poimenovana Tigr.
V letih 1995 in 1996 je opravila bojni patruljiranji pod poveljstvom kapitana Alekseja Vitaljeviča Buriličeva.
Aprila 1997 je prišlo do nesreče parne turbine. Med letoma 1998 in 2002 je bila v remontu zaradi popravila. 1. junija 2002 se je vrnila v uporabo.
V letih 2003, 2004, 2006, 2007, 2008 in 2011 je opravila bojna patruljiranja.
Od 14. avgusta 2020 je na modernizaciji v ladjedelnici Nerpa, v sklopu katere bo oborožena z raketami 3M-54 Kalibr.